# ماکسیمیلیان یانسن
ماکسیمیلیان یانسن (انگلیسی: Maximilian Jansen؛ زادهٔ ۲۶ مهٔ ۱۹۹۳) بازیکن فوتبال اهل آلمان است.
از باشگاه‌هایی که در آن بازی کرده‌است می‌توان به باشگاه فوتبال هالشر اشاره کرد.